# ダイハツ・WA型エンジン
ダイハツ・WA型エンジン（ダイハツ・ダブリューエーがたエンジン）は、2021年からダイハツ工業が生産している、小型自動車用1.2L級の直列3気筒DOHC12バルブガソリンエンジンである。

## 系譜
- WA-VE型　A201S（ダイハツ・ロッキー）、A201A（トヨタ・ライズ）、A201F（スバル・レックス）のガソリン車に使用される（補器ベルトあり）
- WA-VEX型　A202S（ダイハツ・ロッキー）およびA202A（トヨタ・ライズ）のe-smartハイブリッド車の発電用エンジンとして使用される（補器ベルトなし）